# Hutsawap
Hutsawap, jedno od pod-plemena Choptank Indijanaca iz saveza Nanticoke, jezična porodica Algonquian, nekad naseljeno na području današnjeg okruga Dorchester u Marylandu. Ime je možda označavalo i njihovo glavno selo. Spominje ih Bozman u Maryland I, 115, 1837.